# CA 27-29
CA 27-29‏ هو واسمٌ ورمي لسرطان الثدي، وهو شكلٌ من البروتين السكري مستضد الغشاء الظهاري.